# الهيجة (إب)

تعديل مصدري - تعديل

الهيجة هي إحدى قرى عزلة جبل معود بمديرية إب التابعة لمحافظة إب، بلغ تعداد سكانها 502 نسمة حسب تعداد اليمن لعام 2004.